# Бранислав Бане Васић
Бранислав "Бане" Васић (Београд, 10. јул 1969) награђивани је српски хармоникаш, клавијатуриста, композитор, аранжер,  продуцент и професор хармонике.

## Биографија и почеци
Рођен је у Београду и од најмлађих дана је показивао таленат за музикалност и хармонику. Хармонику је почео да свира са пет година а са седам година је уписао и нижу музичку школу Божидар Аџија.  Професори увидевши његов раскошни таленат га упућују код чувеног професора хармонике Драгана Васовића Васкета из чије школе су потекли многи данашњи хармоникаши са респектом. Са њим савладава и усавршава технику свирања и виртуозност по којој ће остати трајно препознатљив.
Његов први оркестар је био КУД Фрула са којим је освојио бројне награде и имао пуно гостовања широм Европе. Са седамнаест година постаје члан оркестра Сингидунум, где са њим прати бројне звезде народне музике тог доба свирајући по елитним београдским ресторанима тог доба у Скадарлији. 
Омиљени музички опус у то доба су му били Рокери с Мораву, револуционарне патриотске песме из комунистичког периода, џез и класика.
Свој први студијски рад је остварио у оркестру Боре Рунића на албуму Душка Костића, Ти си била моја прва љубав.

## Јужни ветар
Убрзо ће након распада првобитне музичке и свирачке поставе Јужног Ветра његов таленат приметити текстописац Никола Грбић који ће га препоручити Миодрагу М. Илићу. До сарадње и договора долази брзо и већ 1991. године на албумима Кемала Маловчића - Ти си мој 13. број и Милета Китића- Гледај ме у очи, ће заменити Перицу Здравковића на позицији хармоникаша и клавијатуристе. Пошто његов колега гитариста Драган Адамовић- Кајга који је дошао из Луисовог оркестра није испунио очекивања Миодрага Илића, он напушта групу а Јужни Ветар наставља да ради као двојац Илић-Васић, све до 1999. године када ће им се прикључити Сава Бојић.
Захваљујући његовом доласку и начину свирања, Јужни Ветар је променио и заокренуо свој правац и филозофију звука из оријенталног у шумадијски стил. Због своје виртуозности и врхунских форшпила ће бити врло популаран код јужноветроваца. У студијском раду је најчешће користио хармонику Scandalli и клавијатуре Roland JV1080, Roland JV2080, Roland JV80, Roland XV3080 и Yamaha TX81Z.
Паралелно са радом у Јужном Ветру током деведесетих почиње да ради и ауторске албуме са својим оркестром, снимајући у Студију ММИ за мање познате певаче попут Душка Петровића, Бајрама Саитовића Бакија а повремено гостује и у оркестрима Бокија Милошевића и Милорада Миће Николића где ради аранжмане и свира деонице са хармоником.
На SIWA такмичењу за прву хармонику Србије у Аранђеловцу, 1993. године, побеђује и осваја титулу Прве хармонике Србије, а у финалном надметању и оцењивању је победио колегу и данас такође врло успешног хармоникаша Владу Пановића.
На одушевљење фанова повратком Саве Бојића у Јужни ветар 1999. на албуму Ацка Незировића, поново се формира музички тројац али ће он врло кратко трајати јер ће Бане напустити Јужни Ветар 2000 године након Синановог албума-Не дај да те љуби он. Пред крај боравка у ЈВ заједно са Савом Бојићем ради аранжмане и продукцију за албуме Митра Мирића, Махира Бурековића, Лепе Лукић и Јашара Ахмедовског за ЗаМ продукцију.
Главни разлози одласка су жеља за изградњом соло каријере, сопствене продукције, педагошким радом и очувањем живих инструмената у продукцији што у Јужном ветру више није био случај због програмирања и компјутеризације инструмената. Ипак и поред одласка један је од ретких чланова Јужног ветра који је остао у фантастичним односима са Миодрагом М. Илићем и врло често је на његов позив на појединим сингловима током 2000-их и 2010-их био гост Јужног ветра где је свирао деонице на хармоници и клавијатури а последњи такав пример је и најновија песма Шемсе Суљаковић са Јужним ветром после 28 година- Акшам паде низ махалу.

## Након Јужног ветра
Након разлаза са Миодрагом Илићем наставља пројекте са најуспешнијим певачима тог времена као што су Лепа Лукић, Јашар Ахмедовски, Злата Петровић, Љуба Аличић и Шеки Турковић.
Данас ради у свом студију али гостује и као музичар на другим пројектима а снимао је и музичке подлоге за рекламе познатих брендова као и soundtrack за серију Вратиће се роде.
Чест је гост у телевизијским емисијама са забавним карактером и шоу програмима који промовишу народну музику а повремено се бавио и класичним музичким "тезгарењем".
Последњих пар година ради махом као аутор песама Гранд продукције и Звезди Гранда, а сарадње вредне помена су песме за Биљану Сечивановић, Илду Шаулић и Николу Роквића.
Један од највећих успеха Банета Васића у последњим годинама је композиција и аранжман песме Жал у извођењу Шабана Шаулића.
Бане Васић се врло успешно бави педагошким радом, има сопствену школу хармонике где обучава, проналази и открива нове младе таленте.